# D2 Place

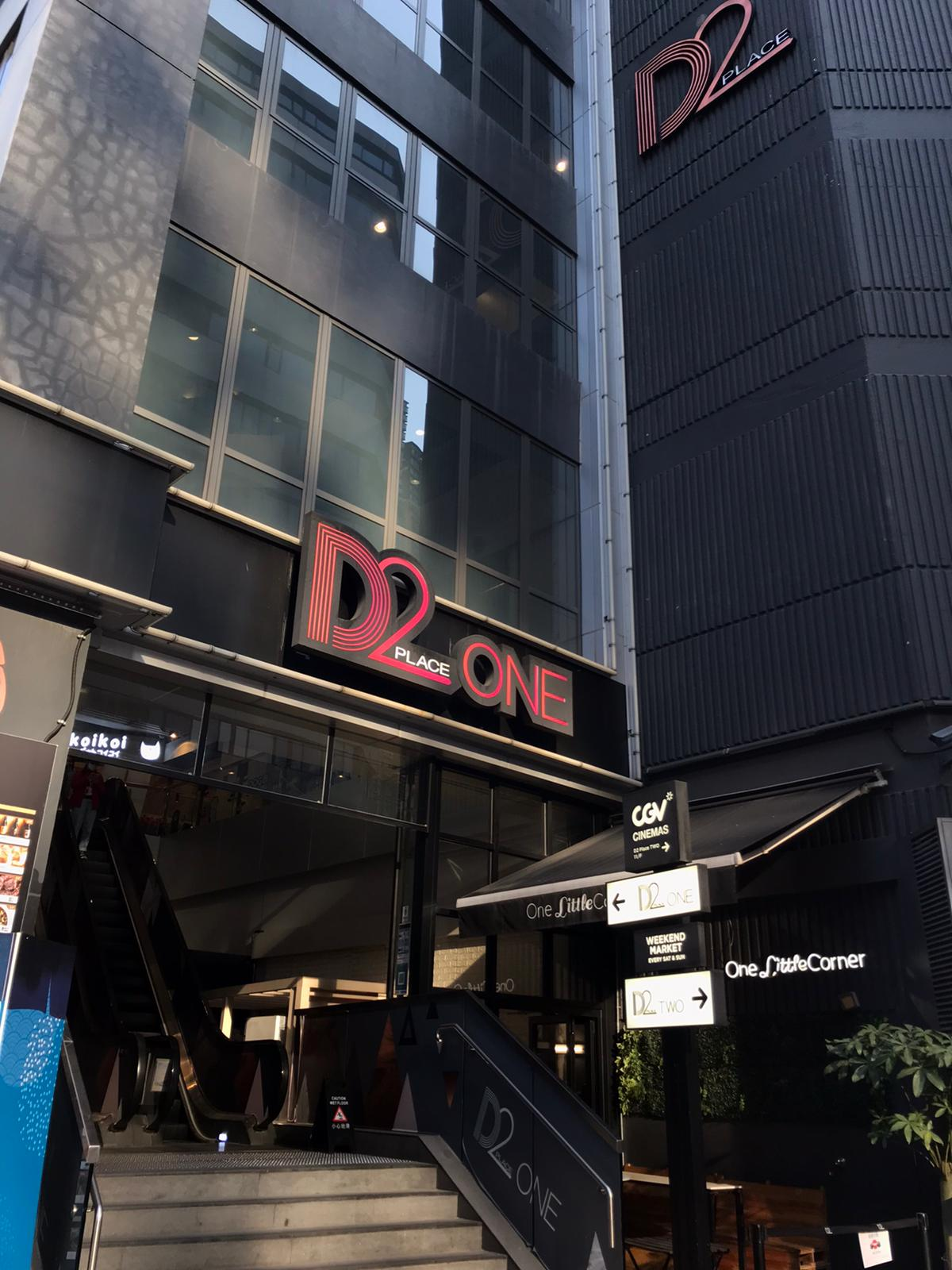
D2 Place一期入口

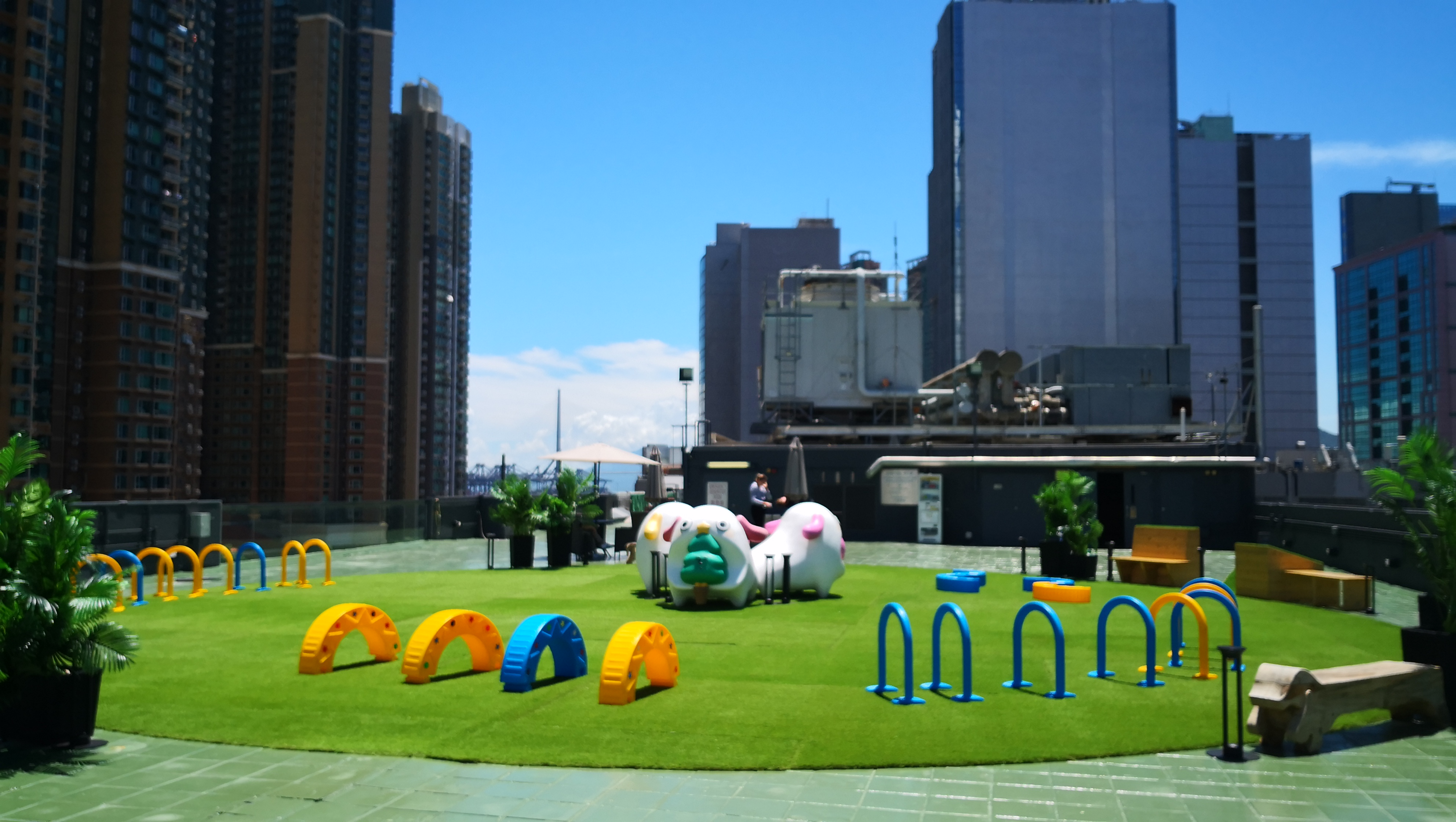
一期空中花園

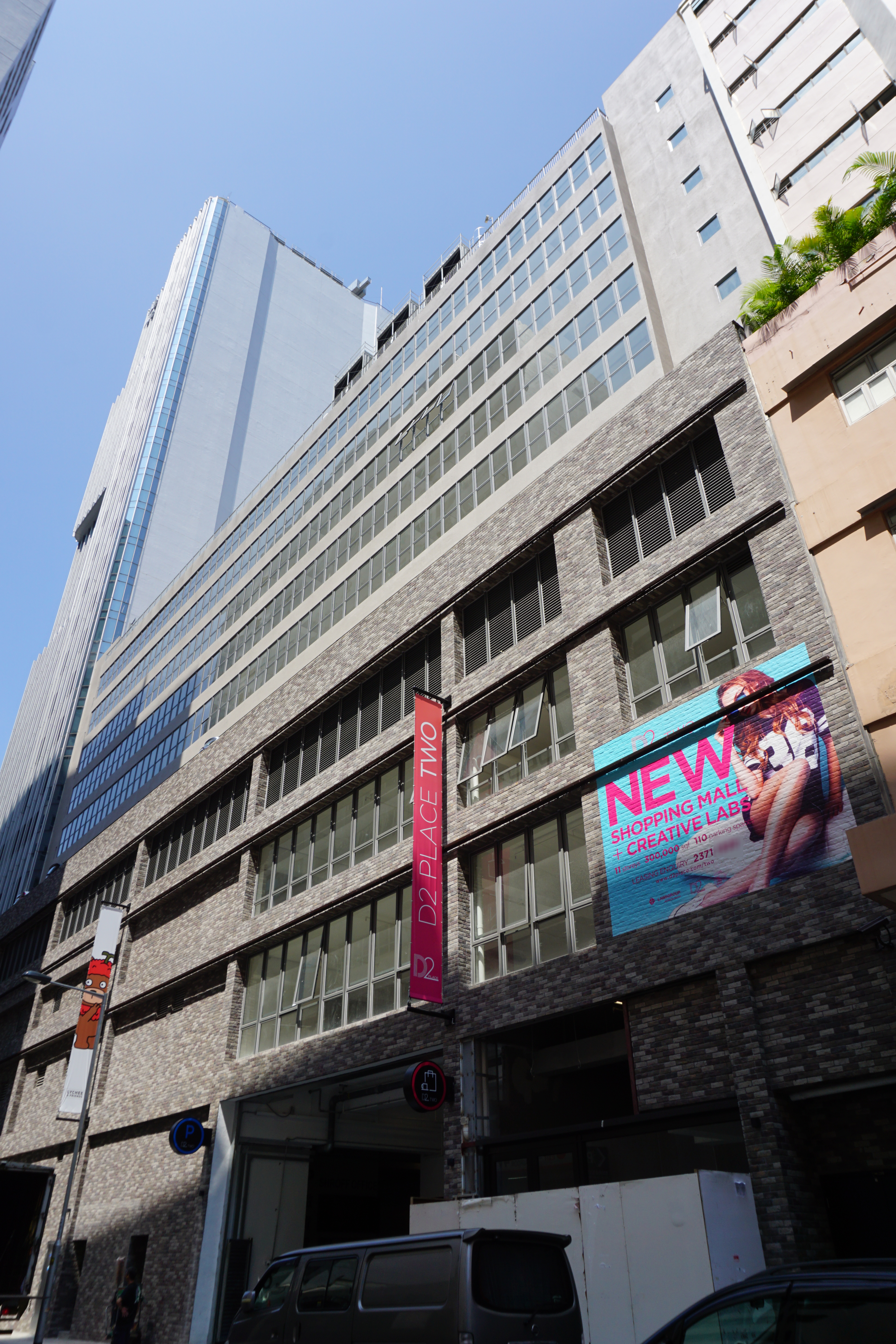
D2 Place二期

D2 Place是香港一項由工業大廈活化為創意文化產業商場的項目，位於九龍長沙灣商貿區，分兩期發展，分別位於原來的工業大廈建業中心（1978年落成）及利來中心（1979年落成），到2012年更改用途。
D2 Place ONE 及 D2 Place TWO特設超過30,000平方呎的多用途空間及天台花園，匯聚各方人才積極培育創意產業及推動本地文化，現時吸引年青人及家庭客。商場名稱中的D2指「Designers' Dreams」（設計師的夢想地）
，同時亦代表最接近商場的荔枝角站D2出口。

## 1期 - D2 Place ONE

### 樓層分佈

#### 地下
地下街舖開設了Little Break Coffee & Kitchen、UMAI 鵜舞、Vinoti Garden花店，同層設寫字樓大堂和停車場。

#### 1樓及2樓
1-2樓開設多間時裝配飾店，為自家品牌小店，包括日本寵物超市Petkoikoi、集作、VAR Live、香港手作、Belongs To J.、Pickabowl等，也有室內哥爾夫球場Golfzon，交通主題玩具連鎖店微影亦於1樓開設分店（2025年停業）。2樓也有多用途空間THE SPACE，不時舉辦活動，以文創市集為主。

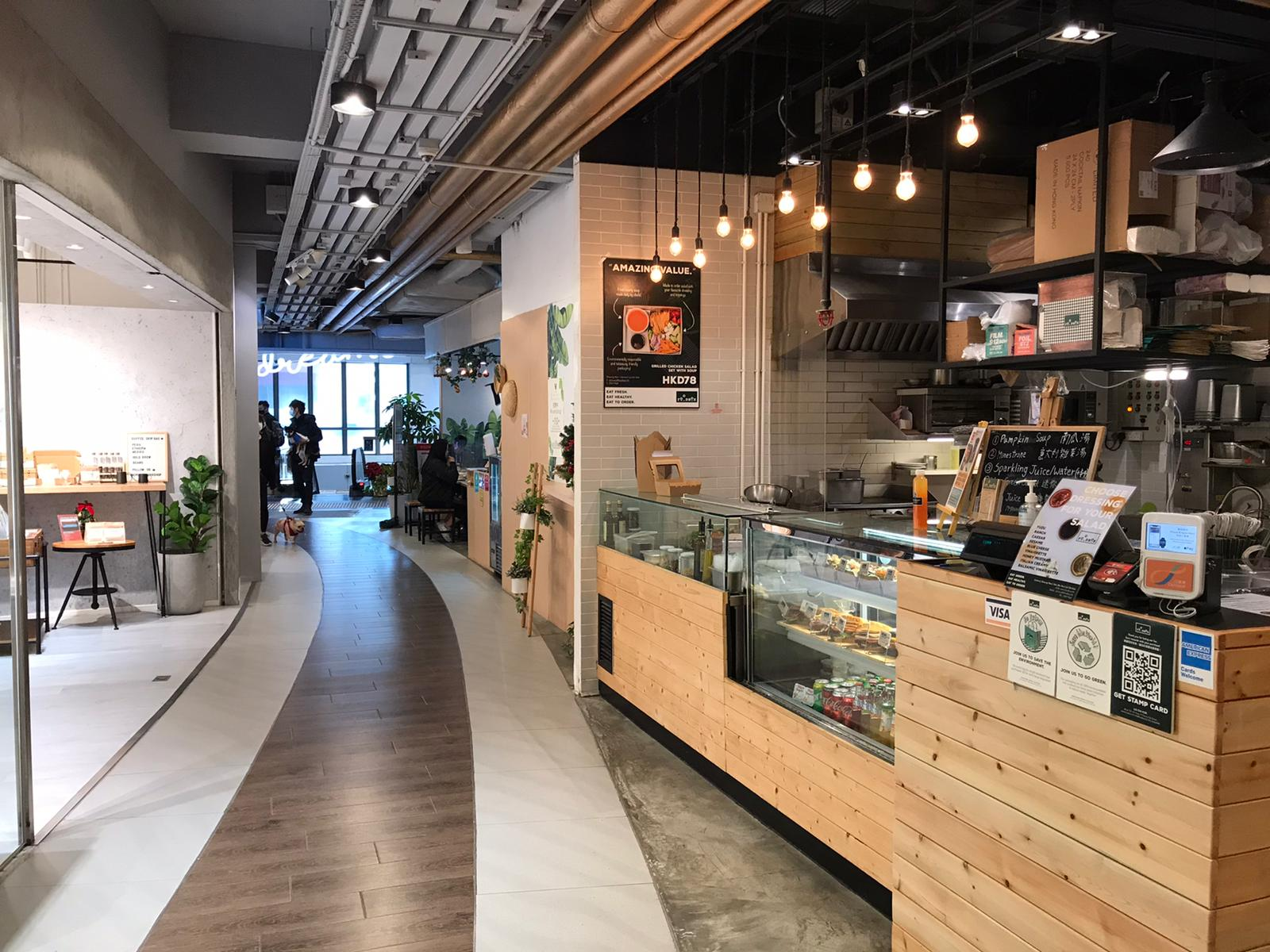
1樓通道
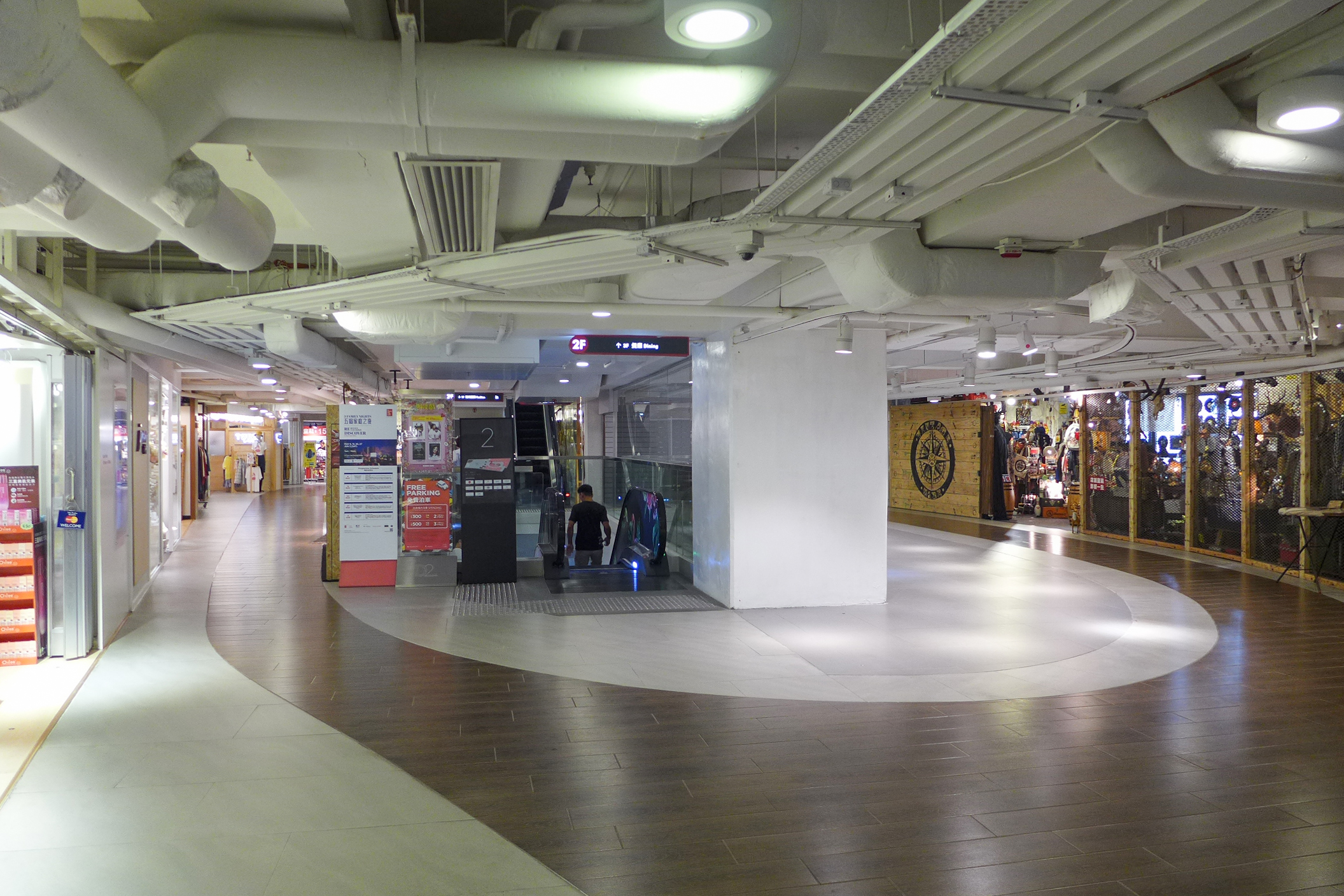
2樓商店
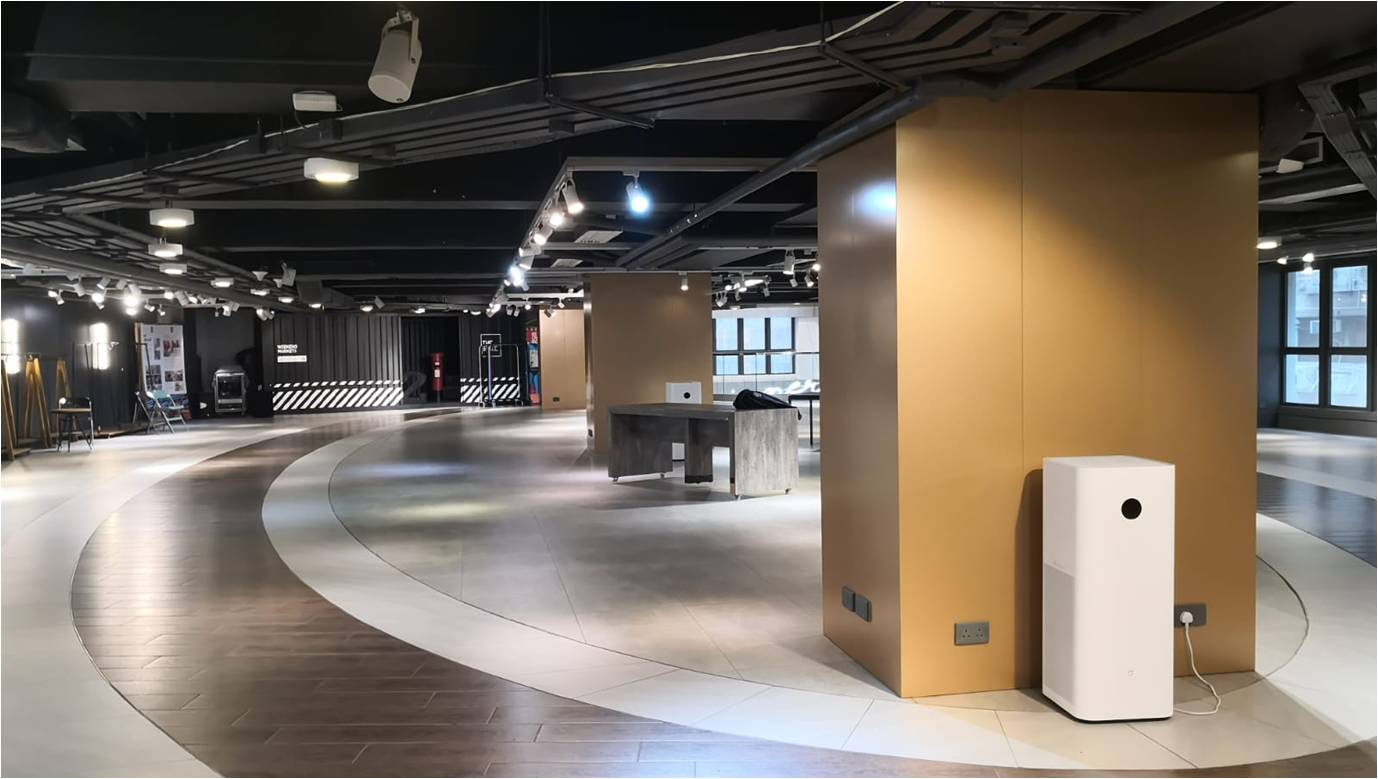
2樓多用途展廳THE SPACE

#### 3樓
3樓設有多間食肆，包括BUGIS @ 叻沙‧海南雞飯、譚仔三哥米線。

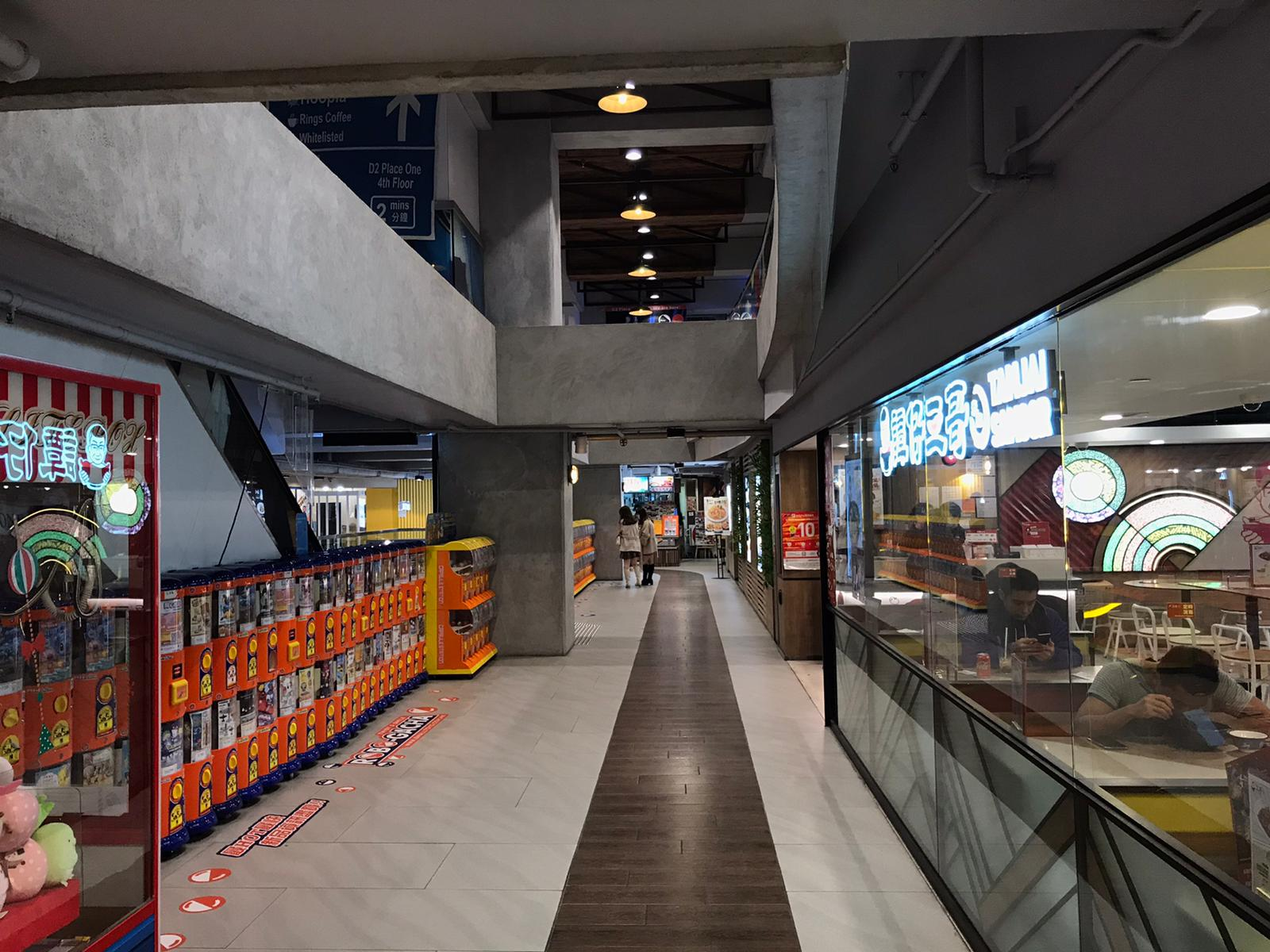
3樓走廊
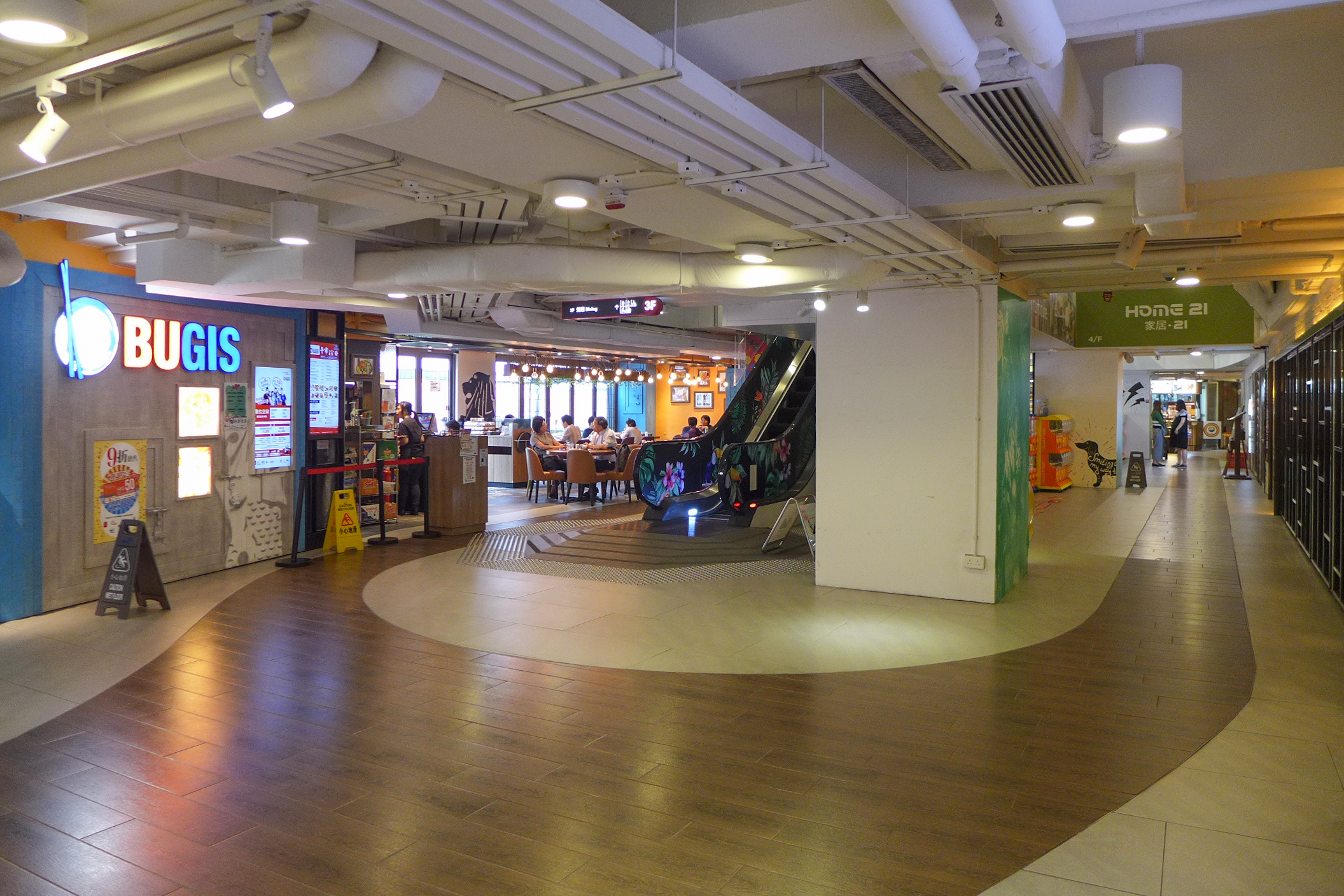
3樓食肆
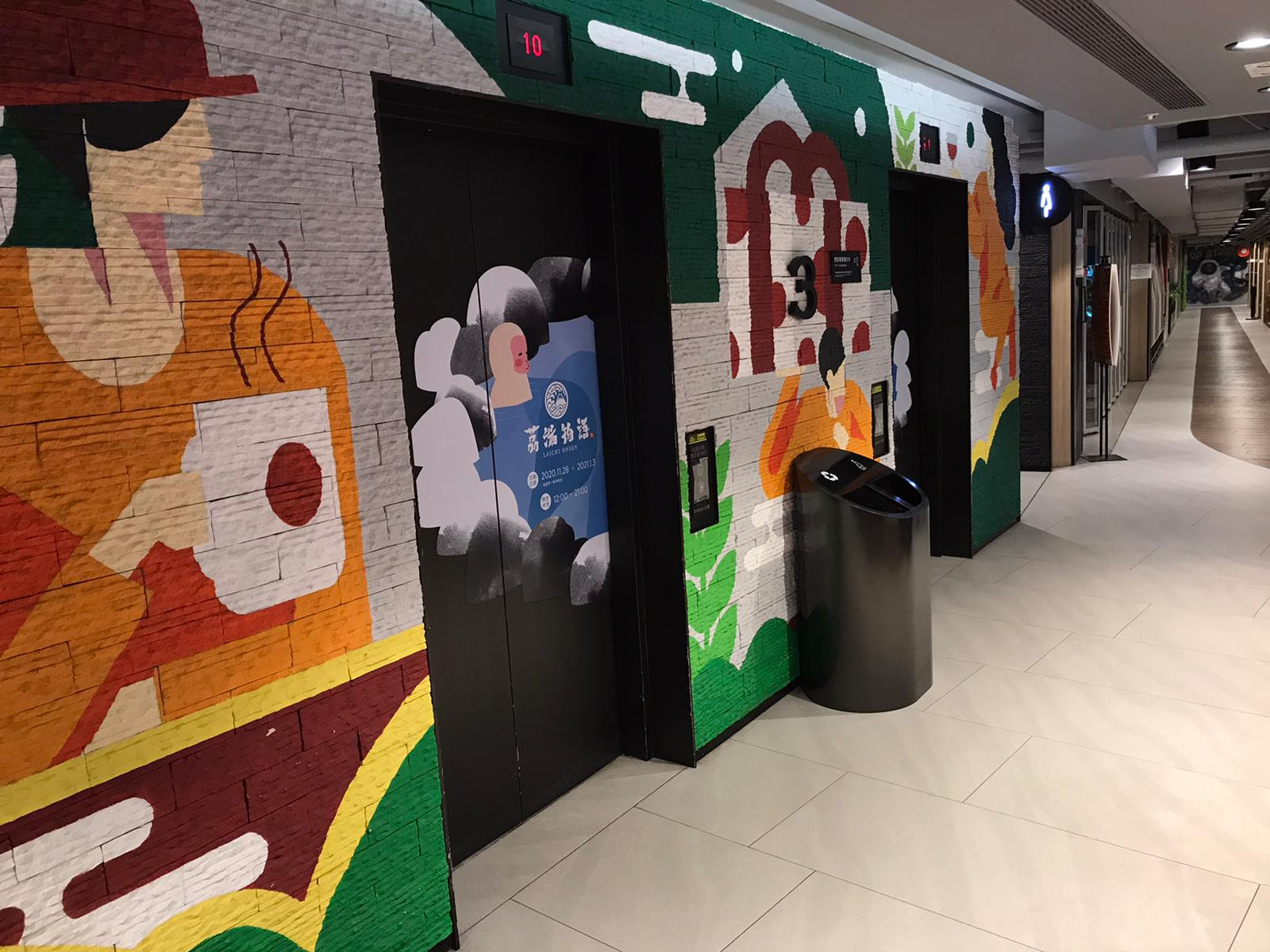
3樓升降機大堂

#### 4樓

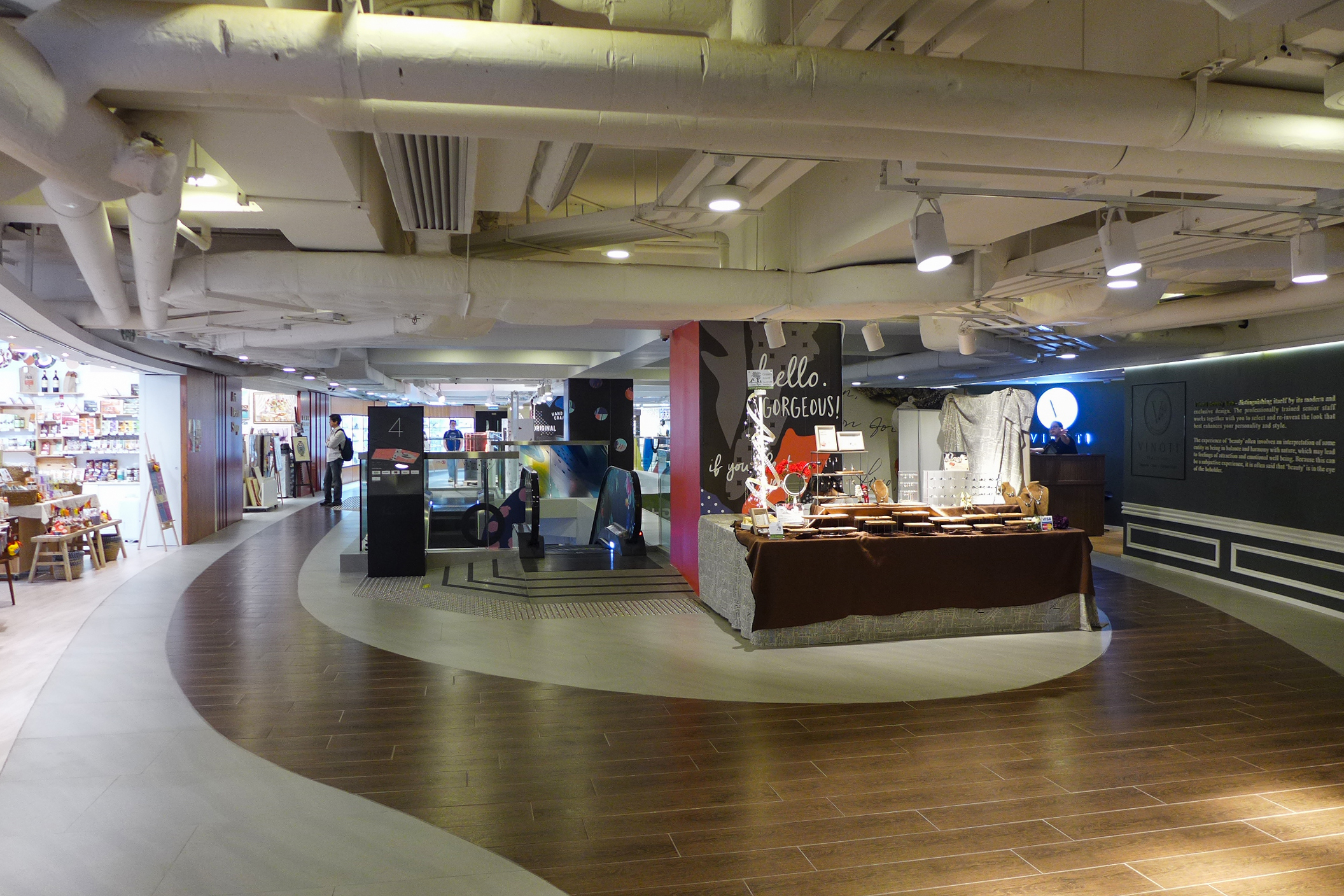
4樓商店（2017年）

4樓租戶包括Whitlisted by Novelty Lane、水晶屋、HANDCRAFTER 手作仔、迪士尼英語世界及VINOTI BEAUTY LAB美容中心。

#### 5樓至9樓

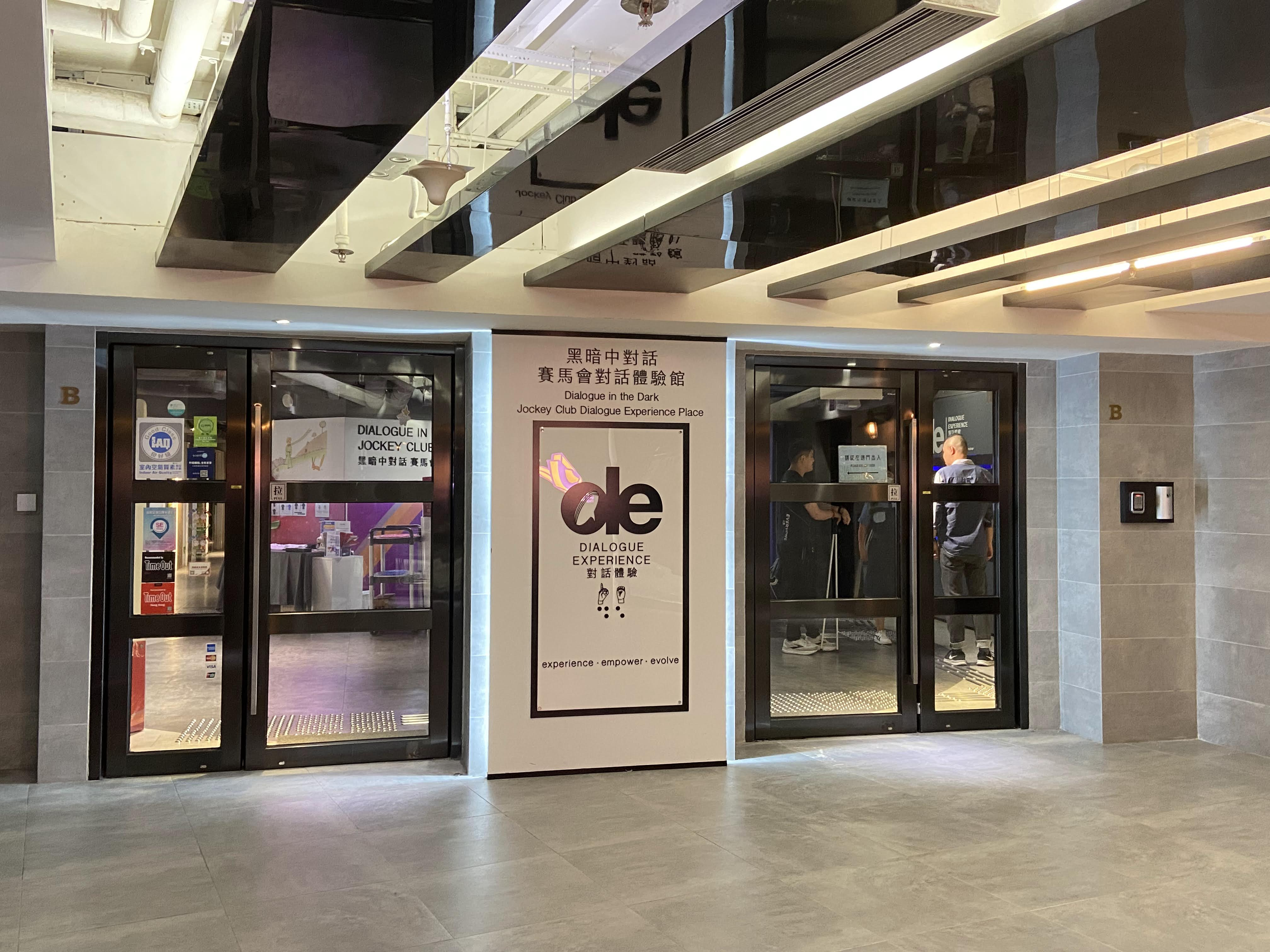
7樓黑暗中對話體驗館（2025年）

寫字樓樓層。2023年1月，5樓開設滾軸溜冰場Bun's 2020，佔地約15,000呎。
以下為寫字樓樓層部分租戶分佈：
- 5樓：溜冰場Bun's 2020、Resalaser鐳射槍戰中心
- 6樓：健身室GO24、MG MILITARY & OUTDOOR
- 7樓：表演場地THE UPPER STAGE、黑暗中對話體驗館
- 8樓：譚仔國際
- 9樓：名將桌球城
- 10樓：大公館/大公別館、Training Ground HK舞蹈學院

#### 10樓及天台
10樓為食肆。天台設有超過7,000呎空中花園作多用途活動。

## 2期 - D2 Place TWO
D2 Place二期位於長沙灣長順街15號，樓高11層，總面積達300,000呎，設有110個車位。地下至2樓引入各類型的零售商舖及餐廳。包括bread n butter、Holly Brown、生活百貨概念店The Barn、ALICEWOODENTOYS、友利冰室x勿當奴、台灣人氣親子餐廳「大樹先生的家」及PowePlay Arena。3樓為特色美食廣場。
5至9樓為辦公室樓層。以下為寫字樓樓層部分租戶分佈：
- 5樓：家得路天然健康食品有限公司（C室）
- 6樓：
- 7樓：
- 8樓：
- 9樓：

10至11樓為韓國大型連鎖電影院品牌CGV（CJ CGV），共有4個播影廳及472個座位，並引入韓國最新4DX放映技術和全港首個ScreenX影廳。電影院於2017年5月引入，並在2018年9月開幕。開幕後成為深水埗區四間電影院之一（一間位於又一城、一間位於麗新商業中心、一間位於V Walk）。

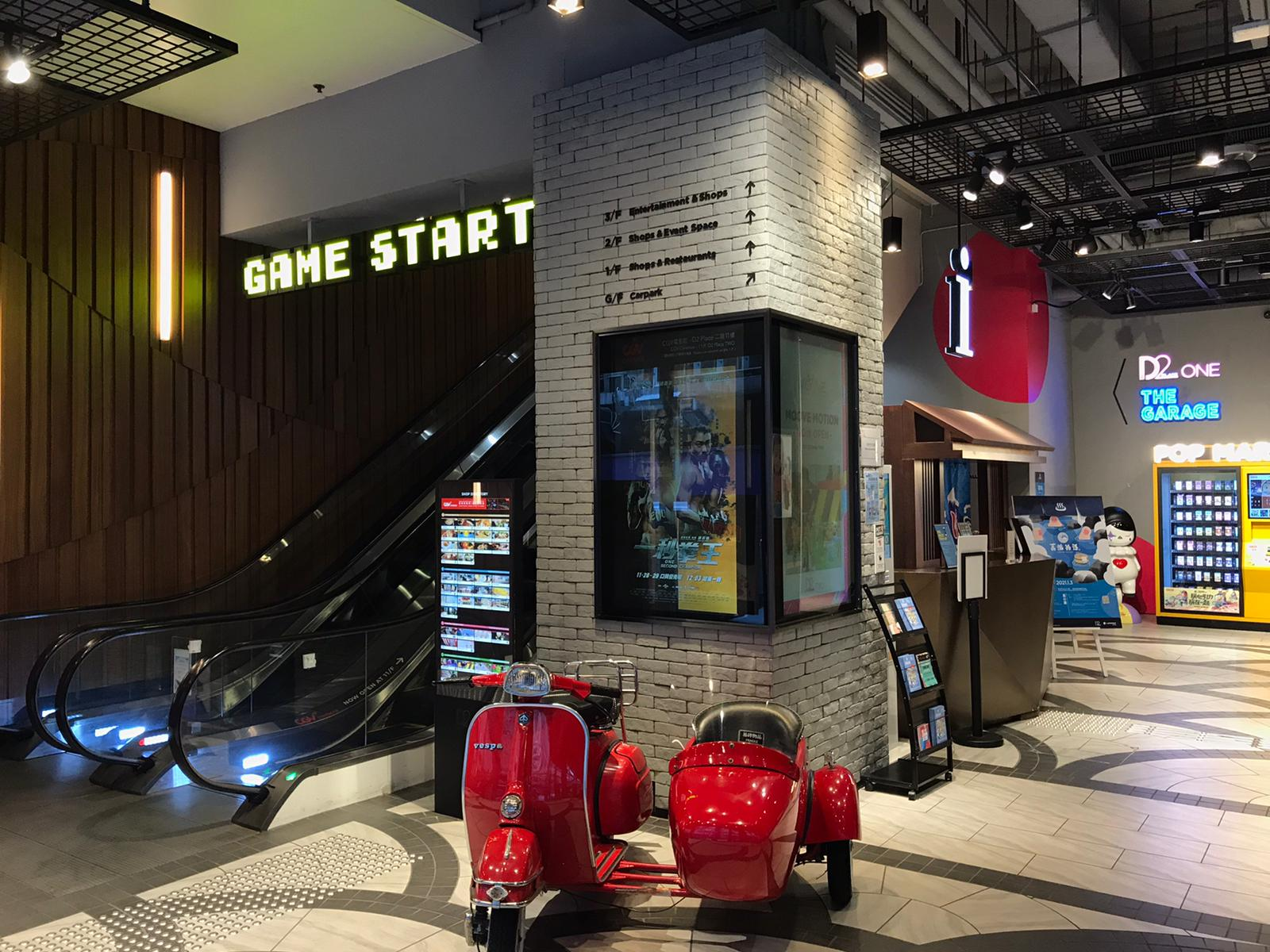
地下大堂
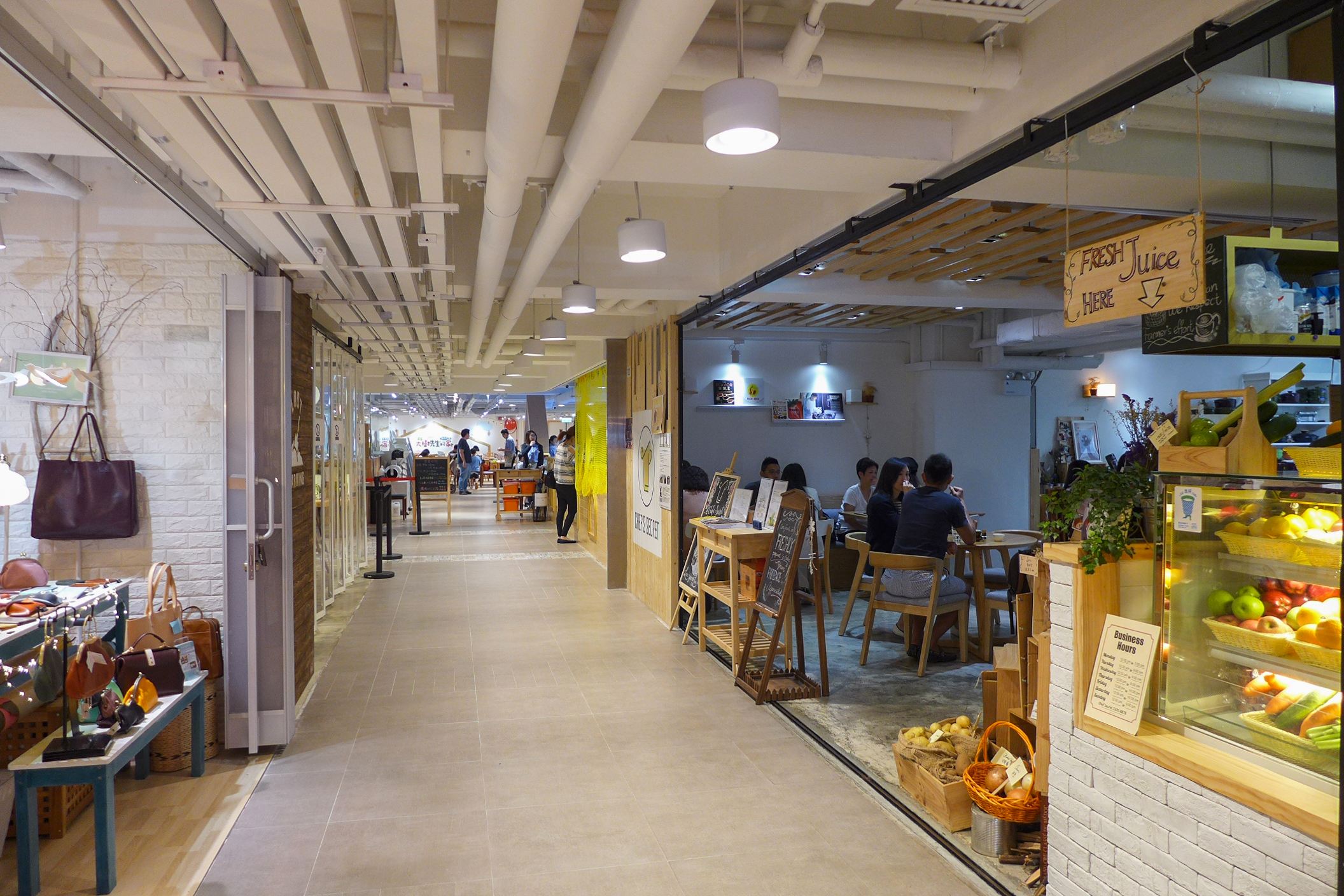
1樓商店
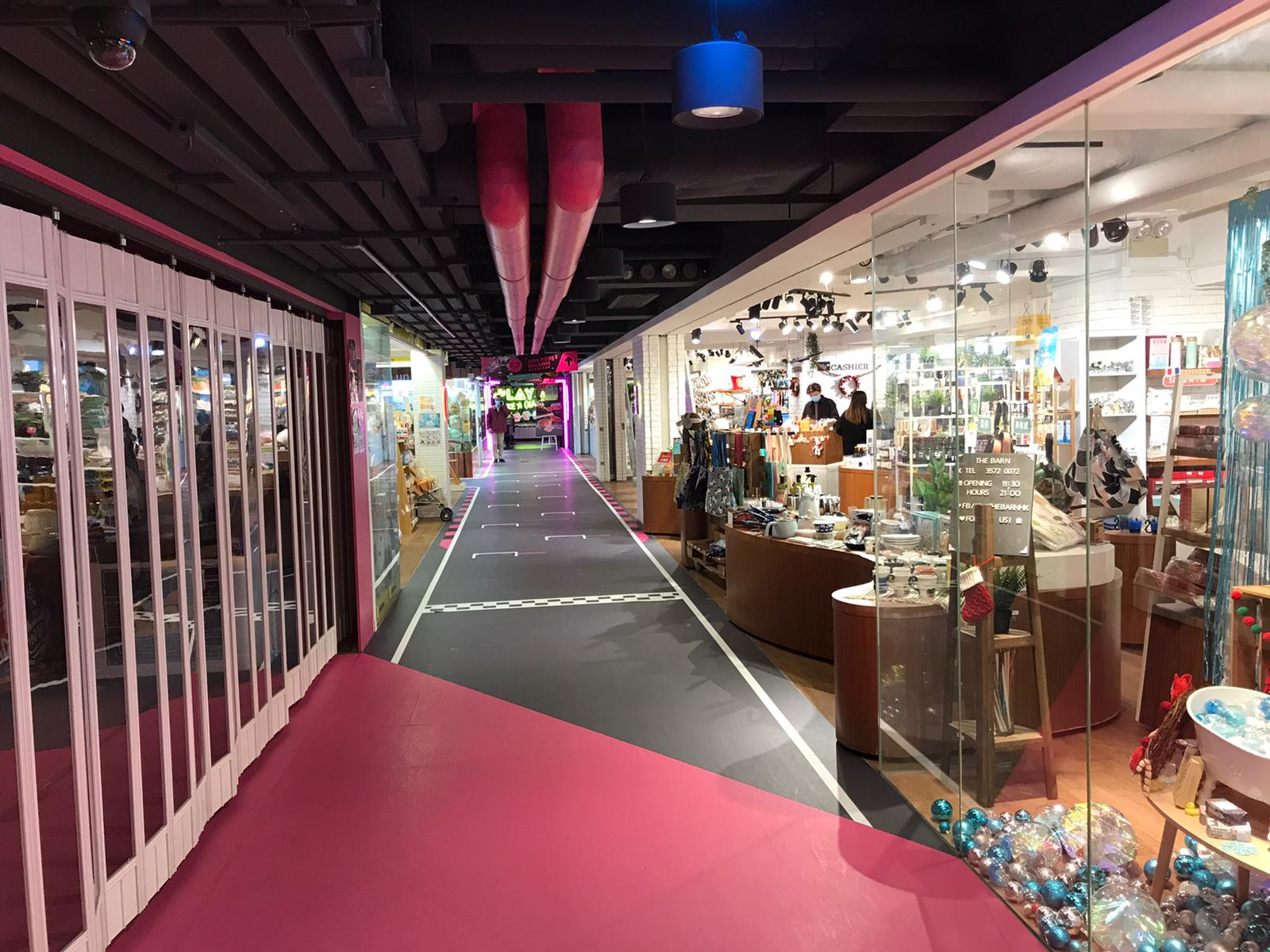
2樓商店

## 外部連結
- D2 Place官方網頁（页面存档备份，存于）
- D2 Place的Facebook專頁